# Danse macabre (videogioco)
Danse macabre (trad. "danza macabra") è un videogioco di ruolo di ambientazione medievale pubblicato nel 1986 per Commodore 64 dall'azienda francese Funlight Software. Tecnicamente è simile ai primi giochi della serie Ultima.
Il gioco venne pubblicato soltanto in francese ed è divenuto una rarità; verso il 2012 una copia fu venduta per oltre 500€.
Erano pubblicizzate anche imminenti conversioni per Atari 8-bit, Amstrad CPC, MSX e Thomson TO, mai pubblicate. Almeno la versione Atari 8-bit, programmata da Jean-Marc Lebourg, venne sviluppata fino allo stadio di prototipo.
Danse macabre sembra essere l'unico videogioco mai pubblicato dalla Funlight Software, azienda di Verneuil-sur-Seine che era al suo esordio, con una squadra di sei programmatori.

## Trama
Il gioco è ambientato nella Gran Bretagna del 1476, colpita dalla peste e infestata da banditi. La figlia della ricca famiglia Mac Gregor è stata trovata misteriosamente morta carbonizzata nel parco. Il giocatore controlla un personaggio variabile incaricato dai Mac Gregor di trovare l'assassino. Il principale sospettato è Ard, tutore della bambina, scomparso subito dopo l'omicidio.
Il protagonista parte da Londra e viaggia a piedi su tutta l'isola di Gran Bretagna, cercando una pista che lo conduca ad Ard e all'occorrenza combattendo. La trama progredisce generalmente trovando determinati personaggi da cui ricevere informazioni o con cui scambiare particolari oggetti. Rispetto ad altri giochi di ruolo del suo genere, Danse macabre punta a un'ambientazione più realistica, ma ci sono diversi elementi fantasy, come sortilegi e rari incontri con creature immaginarie.

## Modalità di gioco
Per cominciare, il giocatore crea (o carica da disco) l'unico personaggio che utilizzerà nella partita. Si può scegliere il suo sesso, ma è ininfluente sul gioco. Le sue capacità di base sono rappresentate da 7 caratteristiche (forza, salute, saggezza ecc.) espresse con punteggi, che vengono determinate casualmente dal computer. Il giocatore può solo scegliere le origini etniche del personaggio tra vari popoli (gaeli, pitti, bretoni ecc.), che influenzano leggermente alcune caratteristiche. Dalle caratteristiche vengono automaticamente calcolati i punteggi di alcune più specifiche attitudini (parare colpi, alchimia, scassinare ecc.). Infine il giocatore sceglie una tra 19 professioni (sacerdote, cavaliere, trovatore ecc.) che hanno ulteriori effetti sulle abilità, descritti solo qualitativamente dal manuale. Il computer può suggerire un gruppo di professioni adatte al personaggio, ma la scelta è comunque libera.
Durante il gioco ci si può trovare in tre tipi di situazioni.
- Esterni: si sposta un'icona del personaggio su una mappa a scorrimento della Gran Bretagna, che occupa una finestra nella metà sinistra dello schermo. La mappa è suddivisa in caselle quadrate, che possono rappresentare alcuni tipi diversi di terreno. Solo nelle foreste è possibile incontrare nemici. Alcune caselle rappresentano le città; sul territorio esistono poi altri luoghi chiusi, i cui interni sono accessibili, ma che non sono visibili sulla mappa e vengono segnalati solo se il personaggio entra nella relativa casella.
- Interni: quando si entra in uno dei suddetti luoghi, al posto della mappa appare una pianta che mostra l'intero edificio senza scorrimento, ma inizialmente inesplorata. Il personaggio è rappresentato da un simbolo ancora più piccolo e si muove sulla pianta, rivelandone i contenuti man mano che avanza. Si incontrano pareti, porte a volte chiuse a chiave, trappole, e soprattutto altri personaggi, con i quali si può parlare e scambiare oggetti. Si possono inoltre incontrare nemici, che qui possono anche essere creature fantastiche.
- Città: nelle città non ci sono mappe e tutto avviene con menù di puro testo[12]. Ci si può servire dei negozi dove acquistare equipaggiamento e recarsi in diverse altre attività, tra cui templi clandestini dove invocare l'aiuto di divinità celtiche.

Quando ci si trova negli esterni o negli interni, a destra della mappa è mostrato un menù testuale fisso dei comandi attivabili da tastiera, e in basso un'area messaggi. Il giocatore può comandare, a turni, spostamenti di una casella nelle quattro direzioni cardinali o varie altre azioni applicabili a seconda della situazione. I risultati delle azioni incerte, come le mosse di combattimento, sono calcolati dal computer. Quando si affronta un nemico il menù di destra viene sostituito da una sua immagine statica. I nemici si possono incontrare solo negli interni e nelle foreste. Non essendoci punti esperienza né guadagni da saccheggio, apparentemente è inutile affrontare combattimenti non necessari.
Trovandosi in città si può salvare lo stato del personaggio e un dischetto ne può contenere fino a 10. Sebbene uno solo partecipi a una partita, dal menù principale è possibile incontrare altri dei personaggi presenti sul dischetto, se sono stati salvati nella stessa città, per scambiare tra loro parti dell'equipaggiamento.

## Accoglienza
La stampa francese apprezzò l'uscita di un gioco di questo genere nella propria lingua, insolita per l'epoca, ma nel complesso i giudizi non furono entusiasti.
L'idea e lo scenario erano buoni, ma la grafica appariva già a quei tempi molto limitata e il sonoro è praticamente inesistente. Secondo la rivista Tilt anche i combattimenti erano poco pratici (con ripetitive pressioni di tasti) e comunque evitabili, e nel complesso il prodotto era mediocre, adatto ai principianti, ma con il rischio di annoiare presto gli esperti. La rivista di informatica Micro V.O. fu più positiva, giudicando l'interesse complessivo buono e la grafica media.